# Lugasson
Lugasson é uma comuna francesa na região administrativa da Nova Aquitânia, no departamento da Gironda. Estende-se por uma área de 6,38 km². Em 2010 a comuna tinha 306 habitantes (densidade: 48 hab./km²).